# 内什河
内什河（俄语：Река Ныш）是萨哈林州的河流，源起双头山，长116公里，流域面积1260平方公里，在距河口79公里处内什村注入特米河，河宽16米，水深1.7米，流速0.8米每秒。

## 引用
1. ↑  М·Г·瓦西科夫斯基. . 列宁格勒: 气象出版社. 1973 （俄语）.
2. ↑  . 国家水登记处.   [2024-01-02]. （原始内容存档于2024-01-02） （俄语）.